# Фруктовое (Запорожская область)
Фруктовое (укр. Фруктове) — посёлок,
Фруктовский сельский совет,
Мелитопольский район,
Запорожская область,
Украина.
Код КОАТУУ — 2323086701. Население по переписи 2001 года составляло 1057 человек.
Является административным центром Фруктовского сельского совета, в который, кроме того, входят сёла
Долинское,
Кирпичное,
Ромашки и
Удачное.

## Географическое положение
Посёлок Фруктовое примыкает к селу Кирпичное,
вокруг села несколько садовых массивов.
По посёлку протекает пересыхающий ручей с запрудой.
Рядом проходят автомобильная дорога М-18 (E 105) и
железная дорога, станция Акимовка в 7 км.

## История
- 1948 год — дата основания как село Садстанция, позже переименовано в посёлок Фруктовое.
- В 1986 году в селе открылась школа.[2]
- До 1987 года Фруктовое входило в состав Новенского сельсовета Мелитопольского района, но в 1987 году был создан Фруктовский сельсовет, и посёлок Фруктовое стал его центром.
- В 2020 году Фруктовое стало членом Новенской ОТГ

## Экономика
- Мелитопольское отделение Акимовской сортоиспытательной станции.

## Объекты социальной сферы
- Школа. Фруктовская общеобразовательная школа I—III ступеней расположена по адресу ул. Молодёжная, 18. В школе 11 классов,120 учеников и 30 сотрудников. Язык обучения русский. Директор — Быбик Ирина Васильевна[3]. Школа открылась в 1986 году. В школе работает кабинет информатики, на базе которого проводятся различные компьютерные курсы. Руками школьного учителя физкультуры были собраны спортивные тренажёры, которые теперь установлены в школьной «Комнате здоровья»[4]. С 2007 года ученики каждую осень избирают Президента школы, который в течение года руководит школьной жизнью[5]. Для подвоза 30 учеников, приезжающих на учёбу из соседних сёл, в 2012 году Фруктовская школа получила школьный автобус.[6]
- Детский сад № 20 «Черешенка». В детском саду 69 детей.[7]
- Амбулатория.
- Фруктовский ДК "Юбилейный" основан 17 мая 1978 года. Директор Герасименко Наталья Юнусовна.